# Ковальчик Роман Миколайович
Роман Миколайович Ковальчик (нар. 14 серпня 1966, м. Рудки, Самбірський район, Львівська область) — український спортсмен (футбол, футзал), тренер. Грав, зокрема, за команду «Галичина» (Дрогобич). Був помічником головного тренера збірної України з футзалу Геннадія Лисенчука. Влітку 2015 року став тренером хмельницького футзального клубу «Спортлідер+» (тепер СК «Сокіл»).

## Кар'єра у «Галичині»
Усього зіграв за «Галичину» (Дрогобич) у чотирьох сезонах. Розпочав кар'єру в команді у сезоні 1993/1994 рр., зігравши на позиції півзахисника 19 ігор в турнірі другої ліги чемпіонату України. Відзначився одного разу забитим голом. Протягом наступних двох сезонів був стабільним гравцем основного складу. В сезоні 1994/1995 рр. статистичні показники — 20 ігор, 0 голів, у сезоні 1995/1996 рр. — 20 ігор, 1 гол. Після деякої перерви повернувся до Дрогобича у сезоні 1999/2000 рр., допомігши колективу в 12 іграх.
Зіграв 3 гри в розіграшах Кубка України.
Займає 18-е місце в списку гравців «Галичини» за кількістю ігор у чемпіонатах СРСР й України.

## Кар'єра у футзалі
Після п'яти турів футзальної Першої ліги сезону 1993/94 був одним з найкращих бомбардирів чемпіонату з показником у 22 голи, але після того зіграв лише один матч під кінець сезону і тому не зумів скласти конкуренцію іншим бомбардирам. За час своїх виступів у львівській «Україні» у Вищій лізі чемпіонату України з футзалу провів 81 гру, забив 122 голи, у Кубку України з футзалу зіграв 9 матчі, забив 11 м'ячів.

## Досягнення
Як гравця:
- Найкращий гравець міжнародного турніру «Різдвяні ігрища» (Львів): 1994[6]

Як тренера:
ТВД
- Кубок України
  -  Володар (1): 2007/08
  -  Фіналіст (1): 2006/07

ЛТК
- Кубок України
  -  Фіналіст (1): 2012/13

- Переможець турніру Кубок МФК «Одеса»: 2014[7]